# Mitács
A Mitács (románul: Mitaci) egy vulkáni eredetű hegy a Déli-Hargitában. Kovászna megye és Hargita megye határán helyezkedik el. Több irányból is megközelíthető. Északi oldalán halad át a Csíki-medencét és Erdővidéket összekötő régi útvonal.